# Groß Köris
Groß Köris è un comune di 2 489 abitanti del Brandeburgo, in Germania.

Appartiene al circondario di Dahme-Spreewald ed è parte dell'Amt Schenkenländchen.

## Storia
Nel 2003 venne aggregato al comune di Groß Köris il soppresso comune di Löpten.

## Geografia antropica

### Suddivisioni amministrative
Il territorio comunale si divide in 2 zone, corrispondenti al centro abitato di Groß Köris e a 1 frazione (Ortsteil):
- Groß Köris (centro abitato)
- Löpten[senza fonte]